# Mulligans. Druga szansa
Mulligans. Druga szansa (ang. Mulligans) – kanadyjski dramat filmowy z 2008 roku zrealizowany jako produkcja niezależna. Film wyreżyserował Chip Hale do scenariusza autorstwa Charliego Davida; David wystąpił ponadto w jednej z głównych ról.
Alternatywny tytuł używany w USA to Mul.li.gans; rzeczownik "mulligan" to pojęcie związane z tenisem, oznaczające drugą możliwość, przyznaną zawodnikowi, na przeprowadzenie konkretnej akcji.

## Obsada
- Dan Payne − Nathan "Nate" Davidson
- Charlie David − Chase Rousseau
- Thea Gill − Stacey Davidson
- Derek Baynham (w czołówce jako Derek James) − Tyler Davidson
- Grace Vukovic − Birdie Davidson
- Amy Matysio − Bre Hamilton
- Nhi Do − Christy
- Anthony Joseph − Jarod
- Calum Worthy − Felix
- Patrick Baynham − Razor

## Opis fabuły
Tyler Davidson, student college'u, powraca w rodzinne strony, by spędzić wakacje w domku letniskowym wraz z rodzicami i siostrą. Towarzyszy mu najbliższy przyjaciel i współlokator, Chase Rousseau. Chase − sympatyczny chłopak pochodzący z rozbitej rodziny, pasjonat malarstwa − zaskarbia sobie sympatię państwa Davidson, a w szczególności Nate'a. Już wkrótce znajomość Chase'a z ojcem swojego przyjaciela przybierze nieoczekiwanych kształtów, a nietypowe uczucie, jakie się między nimi zrodzi, zapłonie namiętnością; Nate zaś zdeklaruje się przed rodziną jako homoseksualista.

## Realizacja
Film zrealizowano budżetem ośmiuset tysięcy dolarów kanadyjskich w Victorii w Kolumbii Brytyjskiej. Zdjęcia powstawały w ustronnych, nadjeziornych terenach, w kwaterach letniskowych.
Mulligans jest produkcją mocno niezależną, członkowie ekipy realizacyjnej (scenografowie, operatorka, montażyści etc.) byli więc w większości osobami stawiającymi pierwsze kroki w branży filmowej lub − po prostu − debiutowali w swoich rolach.

## Dystrybucja
Oficjalna, światowa premiera filmu odbyła się w trakcie Inside/Out Toronto Gay and Lesbian Film Festival w Toronto dnia 18 maja 2008 roku. W sumie Mulligans zaprezentowano podczas blisko dwudziestu festiwali filmowych o tematyce LGBT w samych tylko krajach Ameryki Północnej. 17 października 2008 w Winnipeg film odnotował swoją kanadyjską premierę kinową, w listopadzie zaś dystrybucją filmu zajęły się kina włoskiej Florencji. Projektem zainteresowali się także organizatorzy europejskich i australijskich festiwali filmowych. 21 kwietnia 2009 roku film wydano na nośnikach DVD w Stanach Zjednoczonych i Kanadzie, a niespełna trzy miesiące później dystrybuowano go w tej postaci także we Francji. Kinowa premiera w Niemczech odbyła się 18 września 2009.
22 listopada 2010 film wydało na dyskach DVD w Polsce Tongariro Releasing.

### Festiwale filmowe
Film zaprezentowano podczas następujących festiwali filmowych:
- 2008: Kanada − Inside/Out Toronto Gay and Lesbian Film Festival
- 2008: Stany Zjednoczone − Honolulu Rainbow Film Festival
- 2008: Kanada − Calgary Fairy Tales International Gay and Lesbian Film Festival
- 2008: Stany Zjednoczone − Q Cinema Fort Worth Gay and Lesbian International Film Festival
- 2008: Stany Zjednoczone − New Fest
- 2008: Stany Zjednoczone − Provincetown International Film Festival
- 2008: Stany Zjednoczone − Philadelphia International Gay and Lesbian Film Festival
- 2008: Stany Zjednoczone − Outfest Film Festival
- 2008: Stany Zjednoczone − Rhode Island International Film Festival
- 2008: Kanada − Vancouver Queer Film and Video Festival
- 2008: Stany Zjednoczone − Memphis International Film Festival
- 2008: Stany Zjednoczone − Austin Gay and Lesbian International Film Festival
- 2008: Stany Zjednoczone − Southwest Gay & Lesbian Film Festival
- 2008: Stany Zjednoczone − Rochester ImageOut Lesbian and Gay Film and Video Festival
- 2008: Hiszpania − Barcelona Gay and Lesbian Film Festival
- 2008: Stany Zjednoczone − Seattle Lesbian and Gay Film Festival
- 2008: Stany Zjednoczone − Reel Affirmations International Gay and Lesbian Film Festival
- 2008: Stany Zjednoczone − Pittsburgh International Lesbian and Gay Film Festival
- 2008: Stany Zjednoczone − Northampton Independent Film Festival
- 2008: Hiszpania − Madrid Gay and Lesbian Film Festival
- 2008: Stany Zjednoczone − Chicago Gay and Lesbian Film Festival
- 2008: Stany Zjednoczone − Ojai Film Festival
- 2008: Stany Zjednoczone − Long Island Gay and Lesbian Film Festival
- 2008: Kanada − Montréal Image and Nation Film Festival
- 2009: Belgia − Brussels Gay and Lesbian Film Festival
- 2009: Stany Zjednoczone − Tampa International Gay and Lesbian Film Festival
- 2009: Kanada − Kingston ReelOut Queer Film and Video Festival
- 2009: Australia − Sydney Gay and Lesbian Mardi Gras Film Festival
- 2009: Australia − Melbourne Queer International Film Festival
- 2009: Kanada − Victoria Film and Video Festival
- 2009: Południowa Afryka − Out in Africa Film Festival
- 2009: Stany Zjednoczone − Out Takes Dallas Gay and Lesbian Film Festival
- 2009: Niemcy − Verzaubert International Queer Film Festival
- 2009: Czechy − Febio Film Festival

## Nagrody i wyróżnienia
- 2008, Fort Worth Gay and Lesbian International Film Festival:
  - Nagroda Audiencji w kategorii najlepszy film
  - nagroda Q w kategorii najlepszy film o tematyce gejowskiej
- 2009, Leo Awards:
  - 2 nominacje do nagrody Leo w kategorii najlepsza główna rola męska w filmie dramatycznym (Dan Payne, Derek Baynham)